# Kolostůjova kašna
Jubilejní kašna, v současnosti též lidově Kolostůjova kašna (německy Quellenauffindungsdenkmal) je fontána  v Lázeňském parku v Teplicích v okrese Teplice v Ústeckém kraji. Byla postavena v roce 1862 na počest 1 100 let od nalezení léčivých pramenů dle pověsti Václava Hájka z Libočan. Autory projektu byli tehdy začínající architekti Adolf Siegmund a jeho bratr Heinrich Otto Siegmund, výstavby se pak zhostila Teplická stavební společnost (německy Teplitzer Bausesellschaft), jejímž zakladatelem byl právě Adolf Siegmund.

Kamenické práce provedl K. Ullmann z Drážďan
a vídeňský sochař Franz Melnitzký, jenž byl autorem sochy vodní nymfy - ochránkyně pramenů (některé zdroje uvádějí Hygie), která stála na vrcholu fontány, než ji zřejmě během 2. světové války shodil vítr.
V roce 1994 byla provedena velká rekonstrukce kašny, od roku 2011 se pak okolní park navrací do podoby, kterou měl v 19. století.
Kašna je tvořena hexagonální nádrží, ve středu se nachází neorománský sloup s hlavy vepřů, ze kterých tryská voda.

## Odkaz k pověsti

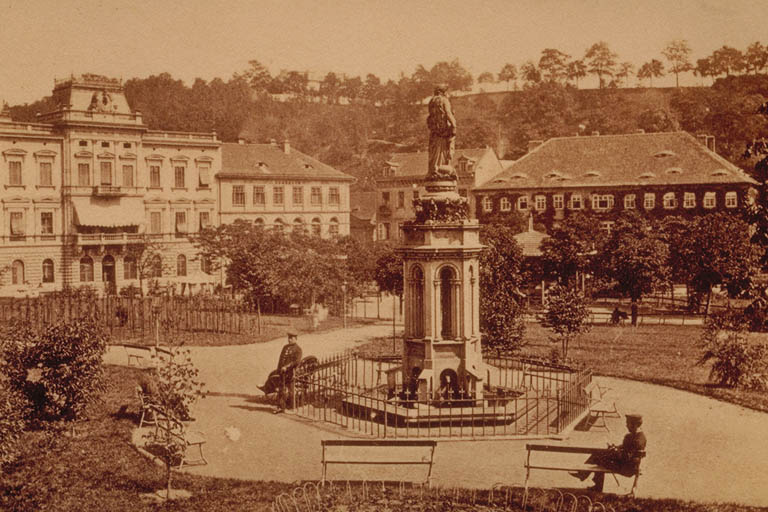
Kolostůjova kašna v roce 1870

Kašna byla postavena roku 1862 k výročí 1 100 let od nalezení léčivých pramenů v Teplicích. Dle pověsti  Václava Hájka z Libočan nalezeny roku 762; autoři projektu Audioteplice.cz se domnívají, že toto datum bylo stanoveno spíše náhodně. Z archeologických průzkumů je totiž potvrzeno, že prameny objevili a využívali již Keltové a antičtí Římané před více než dvěma tisíci lety.
Jako chrliče jsou použity hlavy prasat, jejichž zásluhou byly dle novější verze Hájkovy legendy z roku 1607 prameny objeveny, na důvod odhalení upomínají také desky osazené na bocích fontány - ty byly původně německé, pro 2. světové válce byly nahrazeny nápisy českými.